# A fösvény
A fösvény (L'Avare) Molière egyik legérettebb alkotása, a klasszicizmus szabályainak megfelelő, de prózai formájú – így saját korában kevésbé sikeres és befejezetlennek tekintett mű. 1668-ban mutatták be Párizsban. Egy vándorszínész csoport ismertette meg vele a művészet és a színjátszás örömeit, ezért több művet is írt ennek a csoportnak, ezek közé tartozik a Fösvény. A komédia megírásához Molière csak három forrást használt fel: az ókori komédiákat, az olasz commedia dell'arte rögtönzött, és a francia farce (vásári komédia) műveit. A műben a jellemkomikum van előtérben.

## Főszereplői
- Harpagon - Cléante és Élise apja: "szerelmes" Mariane-ba
- Cléante - Harpagon fia, Mariane szerelmese
- Élise[1] - Harpagon lánya, Valér szerelmese
- Valér - Anzelm fia, Élise szerelmese, Harpagon titkára
- Mariane[2] - Cléante szerelmese, Anzelm lánya, Harpagon választottja
- Anzelm - Valér és Mariane apja
- Fruzsina - házasságszerző
- Simon - pénzközvetítő
- Jakab - Harpagon szakácsa és kocsisa
- Fecske - Cléante inasa
- Claude asszonyság - Harpagon cselédje
- Zabszár és Keszeg - Harpagon szolgái
- a Csendbiztos
- és a Csendbiztos írnoka

## A mű cselekménye
A darab Párizsban játszódik. 
Témája – a pénz imádatának torzító hatása, ennek bírálata – már más műveiben is megjelent. A fösvénység motívumának azonos tünetekkel – szorongás, gyanakvás, vagyonféltés, elmagányosodás – ábrázolt kórképe minden korban foglalkoztatta az alkotókat, a komédiairodalomban ez az egyik leggyakrabban kipellengérezett hiba, mert a problematika örökké aktuális: Mindig csak a pénz! Mintha mást nem is tudnának mondani, csak: pénzt, pénzt, pénzt! Olyan ez az egész, mintha a Föld csak a pénz körül forogna.
A mű (a hármas egység klasszikus követelményének megfelelően) egy helyen, Harpagon párizsi polgár házában, egyetlen nap alatt játszódik; egyetlen család tagjai (és a személyzet) között bonyolódik. A cselekmény egységét a középponti jellem, a házassági pletyka adja.

### A mű expozíciója
A kialakult szituációt mutatja be, a végkifejlethez szükséges néhány előzménnyel, információval. Valér eltűnt családja után nyomoz, de Eliz iránti szerelme miatt Harpagon titkárának állt; házasságkötésüknek csak a zsarnok apa fösvénysége az akadálya. Cléante ugyanúgy szerelmes és ezt meg is osztja húgával, de az ő házasságának is apja fösvénysége állja útját, mivel egy szegény lány a kedvese.

### A mű bonyodalma
Harpagon átkutatja Cléante szolgáját, mivel tízezer tallérhoz jutott egyik adósától, s retteg, hogy ellopják (a fösvénység jelei már itt is megmutatkoznak: félti a pénzét még egy porszemtől is). Gyermekeit megelőzve – akik terveikről beszélnének vele – bejelenti, hogy mindkettőt kiházasítja (egy pénzes özvegyasszonnyal, illetve egy gazdag, meglett nemes úrral) még aznap este; ő maga meg elvesz egy szegény, fiatal lányt. Az ügyben döntőbírónak felkért, szerepet játszó Valér Harpagonnak ad igazat Elizzel szemben.

### A mű kibontakozása
Cléante, Fecske (Cléante szolgája) segédletével, kénytelen pénzt kölcsönözni egy kíméletlen uzsorástól, s amikor a pénzközvetítővel véletlenül találkoznak otthon, kiderül, hogy apja az uzsorás; így apa és fia leleplezik egymást. Amíg Harpagon a kertben eldugott pénzét ellenőrzi, házasságközvetítője Fecskével róla beszélget, s az inas feltevése igazolódik, miszerint Harpagonból még az agyafúrt és hízelgő Fruzsina sem tud pénzt kicsikarni. A ház ura este "díszlakomát” készül rendezni pénzkiadás nélkül. Ebben Valér támogatja, aki így magára haragítja Jakabot, a szakácsot. Előbb Harpagon, majd Valér botozza meg őszinte véleményéért. Fruzsinával megérkezik Mariane, aki szegény, özvegy anyja helyzetének javításáért kész Harpagonhoz feleségül menni, pedig mást szeret.

### A mű tetőpontja
Cléante apjával való beszélgetése, amikor rájön, hogy apja azt a lányt akarja feleségül venni, akibe ő szerelmes. A lány első látásra el is retten Harpagontól, de Fruzsina kimenti azzal, hogy helyette bókol. Mariane bemutatkozik Eliznek, majd meglepetten ismeri fel Cléante-ban szerelmét, aki apja nevében szerelmi vallomást tesz neki. Cléante újra felbőszíti apját, uzsonnát hozat apja számlájára, majd gyűrűjét Mariane-ra erőszakolja. Valaki pénzt hozott, s amíg Harpagon intézkedik, Fruzsina cselt eszel ki. A fösvény viszont, aki meglátja választottja és fia meghitt jelenetét, lépre csalja Cléante-ot, s a fiú bevallja, hogy szereti Mariane-t. Jakab ítélkezik apa s fia összetűzésében, mindkettőjüket rászedi: így kiengesztelődnek, de a dolgokat tisztázva újra összekapnak a lányért. Közben Fecske ellopja a fösvény féltve őrzött pénzét és Harpagon siratja életének egyetlen (immáron elveszett) értelmét. A csendbiztos nyomozása eredménytelen; először Jakab a gyanúsított, de ő bosszúból a titkárra tereli a figyelmet. Valér, aki titokban feleségül vette Elizt, félreérti a helyzetet: lopását – amit ő a lányra ért – beismeri Harpagon előtt, aki ezért a törvény elé akarja állítani, ám váratlanul kiderül, hogy Mariane és Valér az Elizhez érkező Anzelm gyermeke.

### A mű megoldása
Cléante felajánlja: apja visszakapja eltűnt pénzét, ha lemond Mariane-ról; így a fiatalok boldogságának nincs több akadálya.
A hétköznapi események, konfliktusok rendszerében a mániákus, végletekig torzított, de a hierarchia csúcsán álló figura önző elhatározása indítja a szerelmi-esküvői bonyodalmat, mely szorosan kapcsolódik monomániájához is.
A boldog vég, váratlanul, sokszorosan véletlenül következik be.
Molière olyan történetet alkotott, amely a mű régiessége ellenére még napjainkban is humorosnak mondható.

## Harpagon jellemzése

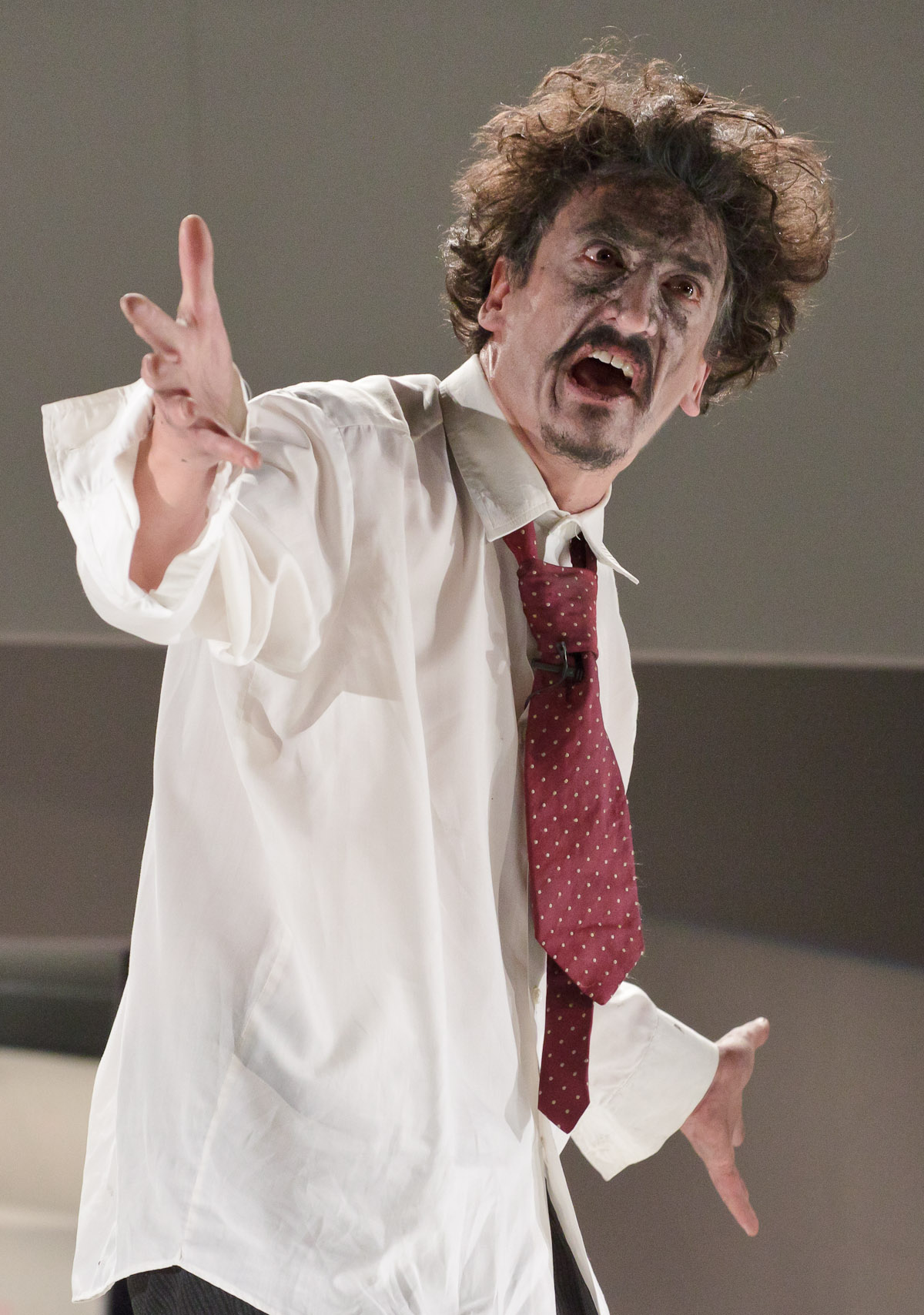
Harpagon Pálffy Tibor megformálásában

Harpagon kapzsi, szeretetre képtelen, hatvanas éveiben járó férfi, akit egyedül a pénz érdekel.
Molière csak azokat a részleteket emeli ki, melyek Harpagon – minél több oldalról történő – nevetségessé tételét szolgálják. Igazából minden mozzanat Harpagon jellemét, helyzetét, szándékait minősíti; a harminckét jelenetből huszonkettőben a színen is megjelenik, de a többiben ugyanúgy ő áll a középpontban, mivel róla beszélnek, az ő fösvénységét emlegetik.
Harpagon elsősorban fösvény, majd özvegy, és csak egy kicsit apa. A mű szerkezetében is így jelennek meg a motívumok – a pénzimádat legyőzi szerelmi érzéseit, felőrli gyerekeihez és a családjához fűződő érzelmeit is.
Anzelm (Mariane és Valér apja) Harpagon teljes ellentéte, a fiatalok érzelmeit, szándékait tiszteletben tartja, tehát a józanságot, a természetességet képviselő apa képét jeleníti meg benne az író.

## A mű fontosabb magyarországi bemutatói
Magyarországon először a Zsugori, vagy a tehetetlen fösvény ember cím alatt 1793-ban került színre. Majd Simai Kristóf fordításában A Fösvény címen, a Kelemen-féle társulat előadásában, a pesti Rondellában mutatták be. A szereplők nevét sajnos nem őrizte meg az irodalom.
Komlóssy Ida jutalomjátékaként a Nemzeti Színház tűzte műsorára Erdélyi János fordításában, Fáncsy Lajossal a címszerepben. Szentpétery Zsigmond rendezésében, 1848-ban. 1864-ben Kazinczy Gábor fordításában és Szigligeti Ede rendezésében újították fel. Harpagont Tóth József, Fruzsinát Szentirmai Latkóczyné Lujza alakította. Öt évvel később Paulay Ede rendezte újra, a két főszerepet Benedek József és Latkóczyné játszotta.
1925-ben a Nemzeti Színház Kamaraszínházában játszották, Rádai Dénes rendezésében Bartos Gyulával (Harpagon), Ligeti Juliskával (Fruzsina) a főszerepekben; 1948-ban újra a Nemzetiben adták elő Illyés Gyula fordításában Major Tamás rendezésében, Rátkai Mártonnal és Ladomerszky Margittal a főszerepekben.
1965-ben ismét műsorra tűzte a Nemzeti Színház a darabot a Katona József Színházban, Egri István rendezésében, Básti Lajos (Harpagon), Fülöp Zsigmond (Cléante), Dániel Vali (Elise) és Sinkó László (Valér) főszereplésével.
A Madách Színház 1981-ben mutatta be a színművet Lengyel György rendezésében, Márkus László (Harpagon), Lesznek Tibor (Cléante), Kiss Mari  (Elise) és Timár Béla (Valér) főszereplésével.
1994-ben Bognár Róbert fordításában mutatta be a darabot a Katona József Színház, az előadást Zsámbéki Gábor rendezte, a főbb szerepekben Haumann Péter (Harpagon), Tímár Andor (Cléante), Csákányi Eszter  (Elise) és Takátsy Péter (Valér) voltak láthatók.
A vígjátékot a Nemzetin kívül csak 1848-ban az Állami Madách Színház (a mai Madách Kamara helyén) tűzte műsorra.

## Filmen
Filmen 1980-ban jelent meg Franciaországban. Fő- és címszereplője valamint rendezője és forgatókönyvírója Louis de Funès volt. A film érdekessége, hogy a Harpagon és Jakab jelenetében szereplő lovakat az az Albert Uderzo festette aki kitalálta Asterix figuráját.
Eredetileg nem készült volna a drámának filmes feldolgozása, de a szerkesztők Louis de Funès ismertségében és sikerességében bízva vállalták a bukás kockázatát. A mű Funès egyik utolsó filmje.

## Fordítás
- Ez a szócikk részben vagy egészben  a   The Miser című angol Wikipédia-szócikk fordításán alapul.  Az eredeti cikk szerkesztőit annak laptörténete sorolja fel. Ez a jelzés csupán a megfogalmazás eredetét és a szerzői jogokat jelzi, nem szolgál a cikkben szereplő információk forrásmegjelöléseként.